# فرودگاه سقویا
فرودگاه سقویا (به انگلیسی: Sequoia Field) یک فرودگاه همگانی بهره‌برداری هوایی است که یک باند فرود آسفالت دارد و طول باند آن ۹۱۸ متر است. این فرودگاه در شهر شهرستان تولار کشور ایالات متحده آمریکا قرار دارد و در ارتفاع ۹۵ متری از سطح دریا واقع شده است.